# Akumulator (informatyka)
Akumulator (oznaczenie: A lub ACC) – specjalizowany rejestr procesora, w którym umieszczane są wyniki operacji jednostki arytmetyczno-logicznej procesora. W wielu procesorach jednym z argumentów działania jednostki arytmetyczno-logicznej musi być dana w akumulatorze.
Akumulator ma wielkość słowa maszynowego. Powszechnie stosowanymi architekturami akumulatorowymi są PIC czy 8051.
W niektórych procesorach nie ma specjalizowanego rejestru będącego akumulatorem, rezultaty działań jednostki arytmetyczno-logicznej mogą być umieszczane w dowolnym rejestrze ogólnego przeznaczenia, jak w ARM – instrukcje mogą operować na wielu rejestrach. W niektórych architekturach funkcję akumulatora mogą wykonywać wybrane rejestry albo różne rejestry w stosunku do różnych instrukcji  − np. w x86 DX i AX w instrukcji mnożenia i dzielenia, CX w instrukcjach pętli.
Możliwość użycia rejestrów ogólnego przeznaczenia jako argumentu i miejsca wyniku podyktowane jest względami praktycznymi przy wykonywaniu kodu, mianowicie nie są potrzebne dodatkowe przesunięcia, by wykonać żądaną operację, które zajmują czas procesorowi. Użycie rejestru akumulatora upraszcza jednak wydatnie architekturę procesora, co było istotne w początkach rozwoju elektroniki i może odgrywać pewną rolę w bardzo prostych mikrokontrolerach.